# Silentó
Richard Lamar "Ricky" Hawk (Atlanta, 22 de janeiro de 1998), mais conhecido pelo seu nome artístico Silentó, é um cantor americano. Ele é famoso por seu single de estreia, "Watch Me (Whip/Nae Nae)", que chegou à 3ª posição na Billboard Hot 100.
Em 1º de fevereiro de 2021, ele foi preso no condado de DeKalb, Geórgia, acusado de múltiplas acusações de assassinato por dar tiros em seu primo, Frederick Rooks. Ele está atualmente detido sem fiança.

## Carreira
O single de estreia de Silentó, "Watch Me (Whip / Nae Nae)", feito com Bolo Da Producer, foi lançado em seu canal do YouTube em 25 de janeiro de 2015. Ao longo de uma semana, ganhou mais de 2,5 milhões de visualizações. Em abril de 2015, Silentó assinou com a Capitol Records, que lançou a faixa como single com um videoclipe de acompanhamento. Atingiu o número três no Billboard Hot 100 dos EUA. Em junho de 2015, Silentó se apresentou no BET Awards, ao lado do elenco do programa Black-ish.  As crianças de Black-ish tiveram o melhor tempo no BET Awards. Ele também cantou o single de sucesso em 31 de dezembro de 2016 na Times Square para  Dick Clark's New Year's Rockin' Eve  com o programa Ryan Seacrest 2017. Em 3 de agosto de 2018, Silentó lançou seu primeiro álbum, “Fresh Outta High School”, que foi originalmente programado para ser lançado em 25 de maio.

### Prisões e acusação de assassinato
Em 28 de agosto de 2020, foi preso após um distúrbio doméstico. Depois de ser acusado de infligir lesões corporais a um cônjuge ou companheiro, ele foi libertado. No dia seguinte, ele foi novamente preso em Valley Village, Los Angeles, depois de entrar na casa de um estranho empunhando uma machadinha enquanto procurava por sua namorada.
 

Silentó foi preso novamente em 23 de outubro de 2020. A polícia o acusou de excesso de velocidade e direção imprudente, alegando que ele dirigia a 143 milhas por hora (230 km/h) na Interestadual 85.